# Dennis Nylund
Dennis Nylund, född 22 juli 1985 i Uleåborg, är en finlandsvensk dansare och skådespelare. 
Nylund är tvåspråkig och dyslektiker. Hans föräldrar är svenskspråkiga, men under uppväxten talade han nästan enbart finska.
Han dansade streetdance som ung och vann världsmästerskapet i breakdance 2009.
Nylund gjorde debut som dansare på  Svenska Teatern 2005. Han tröttnade efterhand på machokulturen inom dansen och sökte in på teaterhögskolan i Helsingfors. Efter examen återvände han till Svenska Teatern som skådespelare i pjäsen Allt som är underbart 2016. Han har spelat flera teaterroller och framträtt i olika tv-produktioner, men den största uppmärksamheten har han fått för  rollen som dansläraren Folke Rundqvist i den trettonde säsongen av underhållningsprogrammet Putous i finländska MTV3 år 
2021.
Nylund utsågs till sommarpratare i radioprogrammet Vegas sommarpratare i YLE år 2022.